# Pleurotoichus clathratus
Pleurotoichus clathratus is een mosdiertjessoort uit de familie van de Euthyrisellidae. De wetenschappelijke naam van de soort is voor het eerst geldig gepubliceerd in 1902 door Harmer.